# Gran Premio Tecate 2007
Gran Premio Tecate 2007 var den fjortonde och sista deltävlingen i Champ Car 2007. Det kom också att bli finalen för den allra sista hela säsongen i Champ Cars 29-åriga historia. Racet kördes den 11 november på Autódromo Hermanos Rodríguez i Mexico City, Mexiko. Sébastien Bourdais rundade av sin Champ Car-karriär med ännu en seger, hans 31:a totalt, samt sjunde för säsongen. Will Power slutade tvåa, med Oriol Servià på tredje plats.

## Slutresultat
| Plats | Förare             | Team                      | Grid | Kvaltid  |
| ----- | ------------------ | ------------------------- | ---- | -------- |
| 1     | Sébastien Bourdais | Newman/Haas Racing        | 2    | 1.24,698 |
| 2     | Will Power         | Team Australia            | 1    | 1.23,558 |
| 3     | Oriol Servià       | PKV Racing                | 4    | 1.24,324 |
| 4     | Graham Rahal       | Newman/Haas Racing        | 7    | 1.24,515 |
| 5     | Paul Tracy         | Forsythe Racing           | 8    | 1.24,608 |
| 6     | Simon Pagenaud     | Team Australia            | 6    | 1.24,394 |
| 7     | Bruno Junqueira    | Dale Coyne Racing         | 12   | 1.25,361 |
| 8     | Mario Domínguez    | Pacific Coast Motorsports | 15   | 1.25,602 |
| 9     | Neel Jani          | PKV Racing                | 11   | 1.24,929 |
| 10    | Justin Wilson      | RuSPORT                   | 5    | 1.24,365 |
| 11    | Alex Figge         | Pacific Coast Motorsports | 17   | 1.26,582 |
| 12    | Nelson Philippe    | Conquest Racing           | 13   | 1.25,405 |
| 13    | Alex Tagliani      | Rocketsports Racing       | 14   | 1.25,446 |
| 14    | David Martínez     | Forsythe Racing           | 10   | 1.24,888 |
| 15    | Katherine Legge    | Dale Coyne Racing         | 16   | 1.26,277 |
| 16    | Robert Doornbos    | Minardi Team USA          | 3    | 1.24,152 |
| 17    | Dan Clarke         | Minardi Team USA          | 9    | 1.24,764 |